# Schizachyrium djalonicum
Schizachyrium djalonicum är en gräsart som beskrevs av Jacq.-fel. Schizachyrium djalonicum ingår i släktet Schizachyrium och familjen gräs. Inga underarter finns listade i Catalogue of Life.